# Dominik Sokolović
Dominik Sokolović (Dubrovnik, 10. lipnja 1776. – Dubrovnik, 1. listopada 1837.) bio je prelat Katoličke Crkve koji je služio kao kapitularni vikar Trebinjsko-mrkanske biskupije od 1819. do 1837.

## Životopis
Sokolović je rođen u Dubrovniku, 10. lipnja 1776. godine. Njegov otac Marko bio je zlatar, podrijetlom iz Trebimlje, a majka Marija, kći Dominika Grilla. Sokolovića je 1799. godine zaredio trebinjsko-mrkanski biskup Nikola Ferić. Nakon što je postao svećenik Sokolović je službovao kao Ferićev tajnik.
Godine 1814. Austrija je dobila područje Dalmacije, uključujući i Dubrovnik, i pokušala izvršiti svoj utjecaj na susjedne dijelove Osmanskog Carstva, koristeći za to dubrovačke nadbiskupe. Trebinjsko-mrkanska biskupija nalazila se u Osmanskom Carstvu na granici s Austrijskim Carstvom, a njezini metropoliti bili su dubrovački nadbiskupi. Nikola Ferić je bio posljednji trebinjsko-mrkanski biskup, a njegovom smrću, 1819. godine, kaptol Dubrovačke nadbiskupije imenovao je Sokolovića dijecezanskim upraviteljem.
Nakon Ferićeve smrti 1819. godine, Sokolović je služio kao tajnik Nikolinog brata Đure, koji je bio kapitularni vikar Dubrovačke nadbiskupije. Kao sjedište metropolije, Dubrovačka nadbiskupija imala je pravo imenovati biskupijskog upravitelja Trebinjsko-mrkanskog. Antun Krša, dubrovački pjesnik, zapisao je da su braća Ferić voljela Sokolovića „kao sina”. Iako je trebinjsko-mrkanski kler smatrao da za biskupijskog upravitelja treba biti imenovan generaln vikar don Grgo Matušković, Đuro Ferić je na tu dužnost imenovao Sokolovića,  što je poduprla i austrijska vlada. Iako su se trebinjsko-mrkanski župnici usprotivili Sokolovićevu imenovanju, preferirajući za to mjesto svog generalnog vikara Grgu Matuška, Sokolović je službeno dobio jurisdikciju od Svete Stolice 20. veljače 1820. godine. Vlada Kraljevine Dalmacije potvrdila je to imenovanje; Sokolović će obnašati dužnost biskupijskog upravitelja sljedećih 18 godina, sve do svoje smrti 1837. godine.
Osmanske vlasti uočile su pojačanu aktivnost Austrijanaca i posumnjale u Sokolovićevo posredništvo. Prilikom jedne vizitacije Soklović je izvršio popis stanovništva u Trebinjskoj biskupiji. Popisom je zabilježeno 90 katoličkih domaćinstava s 1011 stanovnika. Osmanski dužnosnici bili su sumnjičavi prema Sokolovićevoj djelatnosti te su ometali njegovu vizitaciju i raspitivali se zašto je službene posjete vršio on umjesto biskupa. Sokolović je podmitio osmanske službenike kako bi nastavio svoje posjete te je unatoč njihovim sumnjama nastavio s radom.
Godine 1828. papa Lav XII. naredio je da se Dubrovačka nadbiskupija svede na status biskupije, izjednačivši je s Trebinjsko-mrkanskom te je stoga bilo nelogično da vikar jedne biskupije upravlja drugom. Kako bi odražavao ravnopravan status dviju biskupija, Sokolović je znao u par navrata don Vidoja Maslaća imenovati svojim vikarom ad hoc te mu dodijelivao ovlasti koje je on sam dobio od Svete Stolice. Godine 1835. svojim provikarom imenovao je don Andriju Maslaća.
Sokolović se brinuo za podizanje mjesnog klera te u prosincu 1836. šalje dva svećenička kandidata u Ilirski kolegij u Loretu. Nakon Sokolovićeve smrti 1837. godine, usprkos stalnom inzistiranju trebinjsko-mrkanskog klera da uzdigne jednog od svojih svećenika za biskupa, austrijska diplomacija novim je biskupom imenovala drugog biskupijskog upravitelja iz Dubrovnika, Nikolu Đurana.
Sokolović je umro u Dubrovniku 1. listopada 1837. i pokopan je na Dančama. Iako je trebinjsko-mrkansko svećenstvo tražilo od Propagande imenovanje Vidoja Maslaća za novog biskupa, dubrovački kaptol je za novog biskupijskog upravitelja izabrao Nikolu Đurana. Đuranovo imenovanje nije bilo u skladu s kanonskim pravom, ali je austrijska vlada izvršila pritisak na papu Grgura XVI. da odobri odluku dubrovačkog kaptola te je Đuran postao Sokolovićev nasljednik. Status Trebinjsko-mrkanske biskupije dodatno je podređen Dubrovniku kada je papa 1839. dubrovačke biskupe postavio za trajne apostolske upravitelje Trebinjsko-mrkanske biskupije.

### Knjige
- Koncul, Antun. 2017. Stanovništvo župe Gradac 1709-1918 godine. Sveučilište u Dubrovniku. Dubrovnik.  |url-status=dead zahtijeva |archive-url= (pomoć)
- Krešić, Milenko. 2012. Don Vidoje Maslać i Trebinjsko-mrkanska biskupija (1795.-1862.). Župni ured Trebinje. Trebinje. ISBN 978-9539864277
- Puljić, Ivica. 2009. Hrvati katolici donje Hercegovine i Istočna kriza - Hercegovački ustanak (1875.-1878.). Državni arhiv Dubrovnik-Zaklada Ruđer Bošković-Donja Hercegovina. Dubrovnik-Neum. ISBN 978-9539864277
- Sivrić, Marijan. 2003. Migracije iz Hercegovine na dubrovačko područje od potresa 1667. do pada republike 1808. godine. Biskupski ordinarijat Mostar-Državni arhiv Dubrovnik. Dubrovnik-Mostar. ISBN 9539864267
- Wirtz, Gudrun. 1997. Slavica poematia Latine reddita: eine frühe südslavische Volksliedsammlung (njemački). Böhlau Verlag. Beč. ISBN 9783412094973

### Članci
- Perić, Marko. 1986. Trebinjsko-mrkanska biskupija u XIX stoljeću.   Babić, Petar; Zovkić, Mato (ur.). Katolička crkva u Bosni i Hercegovini u XIX i XX stoljeću: povijesno-teološki simpozij prigodom stogodišnjice ponovne uspostave redovite hijerarhije u Bosni i Hercegovini. Vrhbosanska visoka teološka škola. Sarajevo.